# Esteban Ibáñez
Esteban Ibañez Guevara (* 5. Dezember 2000) ist ein salvadorianischer Leichtathlet, der sich auf den Zehnkampf spezialisiert hat.

## Sportliche Laufbahn
Erste internationale Erfahrungen sammelte Esteban Ibáñez vermutlich im Jahr 2016, als er bei den Jugendzentralamerika- und Karibikmeisterschaften in San José mit 5090 Punkten die Goldmedaille im Zehnkampf gewann. Im Jahr darauf gewann er bei den Zentralamerikaspielen in Managua in 15,97 s die Bronzemedaille im 110-Meter-Hürdenlauf hinter den Guatemalteken Wienstan Mena und Ronald Ramírez. Zudem belegte er im Hochsprung mit 1,85 m den sechsten Platz. 2018 gewann er bei den Zentralamerikameisterschaften in Guatemala-Stadt mit 5814 Punkten die Silbermedaille im Zehnkampf und anschließend belegte er bei den Ibero-Amerikanischen Meisterschaften in Trujillo mit 5455 Punkten den vierten Platz. Im Jahr darauf siegte er mit 5981 Punkten bei den U20-Zentralamerikameisterschaften in San Salvador, ehe er auch bei den Zentralamerikameisterschaften in Managua mit 6026 Punkten siegte. Daraufhin gewann er bei den U20-Panamerikameisterschaften in San José mit 6426 Punkten die Bronzemedaille. 2020 verteidigte er bei den Zentralamerikameisterschaften ebendort mit 6179 Punkten seinen Titel im Zehnkampf und auch bei den Zentralamerikameisterschaften 2021 siegte er mit 6482 Punkten. Anschließend gewann er bei den U23-NACAC-Meisterschaften in San José mit 6436 Punkten die Goldmedaille und sicherte sich dann bei den erstmals ausgetragenen Panamerikanischen Juniorenspielen in Cali mit 6860 Punkten die Silbermedaille hinter dem Brasilianer José Santana. Im Jahr darauf musste er seinen Wettkampf bei den Zentralamerikameisterschaften in Managua vorzeitig beenden und 2023 siegte er in windunterstützten 14,39 s über 110 m Hürden bei den Zentralamerikameisterschaften in San José. Zudem gewann er im Hochsprung mit 1,96 m die Silbermedaille hinter dem Panamaer David Bosquez und belegte im Weitsprung mit 7,11 m den fünften Platz. Zudem siegte er in 41,07 s und 3:09,22 min sowohl mit der 4-mal-100- als auch mit der 4-mal-400-Meter-Staffel. Anschließend gelangte er bei den Zentralamerika- und Karibikspielen in San Salvador mit 7217 Punkten auf den siebten Platz im Zehnkampf und belegte in beiden Staffelbewerben jeweils den sechsten Platz. Im Jahr darauf belegte er bei den Ibero-Amerikanischen Meisterschaften in Cuiabá mit 7490 Punkten den vierten Platz im Zehnkampf.
2023 wurde Ibañez salvadorianischer Meister im Zehnkampf.

## Persönliche Bestleistungen
- 110 m Hürden: 14,58 s (+1,2 m/s), 11. Mai 2024 in Cuiabá
- Hochsprung: 2,02 m, 17. Juni 2023 in Arona
- Weitsprung: 7,36 m (0,0 m/s), 2. September 2023 in San Salvador
- Zehnkampf: 7490 Punkte, 11. Mai 2024 in Cuiabá